# Phyllomacromia aureozona
Phyllomacromia aureozona – gatunek ważki z rodziny Macromiidae.